# 박주택
박주택(1959년 6월 17일~ )은 대한민국의 시인이다. 1959년 충청남도 서산에서 출생하여 경희대학교 국어국문학과와 동 대학교 대학원을 졸업하였다. 1986년 《경향신문》 신춘문예에 〈꿈의 이동건축〉이 당선되어 등단했다. 현재 월간 《현대시》 주간으로 활동하면서, 경희대학교 국어국문학과 교수로 재직 중이다.

## 수상
- 제10회 편운문학상 평론부문(2000년)
- 제17회 경희문학상(2004년)
- 제5회 현대시작품상(2004년)
- 제20회 소월시문학상 대상(2005년)
- 제5회 이형기문학상(2010년)
- 제46회 한국시인협회상(2015년)

## 저서

### 시집
- 《꿈의 이동건축》(문학세계사, 1991) : 재판(천년의시작, 2004)
- 《방랑은 얼마나 아픈 휴식인가》(문학동네, 1996)
- 《사막의 별 아래에서》(세계사, 1999)
- 《카프카와 만나는 잠의 노래》(문학과지성사, 2004)
- 《시간의 동공》(문학과지성사, 2009)
- 《또 하나의 지구가 필요할 때》(문학과지성사, 2013)

### 시선집
- 《감촉》(뿔, 2011)

### 연구서
- 《낙원회복의 꿈과 민족정서의 복원》(시와시학사, 1999)
- 《반성과 성찰》(하늘연못, 2004)
- 《현대시의 사유 구조》(민음사, 2012)